# Abe Motozane
Abe Motozane (安倍元真?  1513-1587) fue un general samurái japonés que vivió durante el período Sengoku. Procedía del clan Abe de la Provincia Suruga (Shizuoka), aunque desertó y se integró al clan Imagawa como oficial. Motozane estuvo a cargo de la defensa del Castillo Suruga durante la invasión de Shingen Takeda, si bien planeó una excelente defensa, terminó siendo derrotado. De todas maneras tras la caída del clan Imagawa, continuó combatiendo al clan Takeda bajo las órdenes de su nuevo señor, Tokugawa Ieyasu.